# Dieppe-i rajtaütés

Harckocsiszállító partraszállító hajó gyakorlat közben 1942 áprilisában

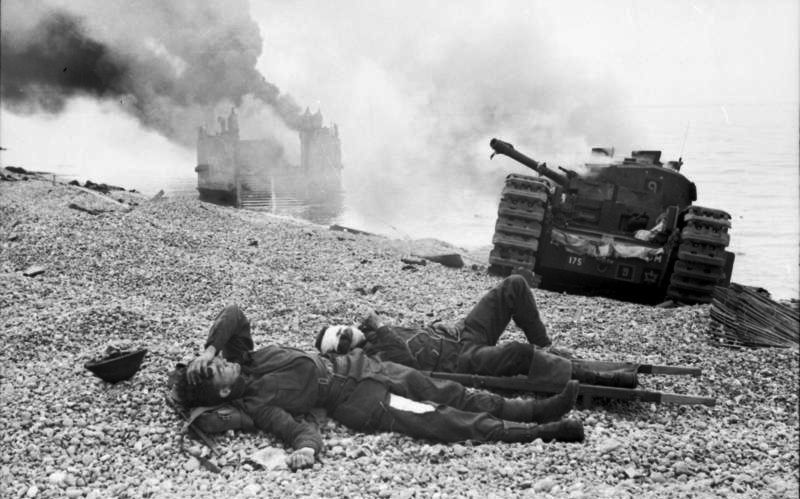
Kanadai sebesültek, elakadt Churchill tank, égő partraszállító hajó Dieppe-nél

Lord Lovat visszatérőben a rajtaütésből

A dieppe-i rajtaütés („Jubileum" hadművelet) a második világháborúban, 1942. augusztus 19-én a szövetségesek partraszálló hadművelete volt Dieppe-nél, támadás az Atlanti fal egyik megerősített kikötője ellen. A fő roham hat órán át tartott és teljes kudarcba fulladt; az erős német védelem súlyos veszteségeket okozott a támadóknak és a szövetséges parancsnokságnak ki kellett adni a visszavonulási parancsot.
A támadást több mint 6000, túlnyomórészt kanadai gyalogos hajtotta végre, akiket kanadai harckocsizók, a Brit Királyi Haditengerészet (Royal Navy) és Brit Királyi Légierő (RAF) egységei támogattak.
A támadás célja a kikötő rövid ideig tartó elfoglalása, védelmi létesítményeinek lerombolása, hírszerzési adatok gyűjtése és általában a szövetségesek harci moráljának javítása volt; egyúttal demonstrálni akarták a Szovjetunió felé a nyugati szövetségesek elszántságát is a második front későbbi megnyitására.
A célokból gyakorlatilag semmit nem sikerült megvalósítani. A támadók tűztámogatása a tengerről teljesen elégtelen volt, a partraszálló csapatok azonnal elakadtak. A német tüzérség 33 partraszállító hajót és egy brit rombolót megsemmisített. Tíz órán belül az utolsó támadó is elesett vagy fogságba került. A harckészség demonstrálása helyett a véres vereség azt mutatta meg, hogy a szövetségesek még sokáig nem lesznek képesek az invázióra. 
A Brit Királyi Légierőnek nem sikerült nyílt csatára kényszeríteni a Luftwaffét, de így is 106 gépet vesztett a németek 48 gépével szemben.
Kisebb felderítési sikereket sikerült elérni, különösen az elektronikus hírszerzés terén, a német rádiólokátorokat illetően. Az a későbbi hadtörténészi elmélet, ami szerint az egész művelet célja egy Enigma gép megszerzése lett volna, nem állja meg a helyét.
A támadás kudarcának tanulságai segítették a későbbi nagy partraszállási hadműveletek sikeres végrehajtását.

## Háttér
Már a brit expedíciós erők 1940 májusi dunquerque-i evakuálása után hozzálátott a brit haderő egy jelentős partraszálló képesség kiépítéséhez egy későbbi támadás reményében. Terveket dolgoztak ki arra vonatkozóan, hogy elfoglaljanak egy kikötőt az atlanti francia partokon, kutatták az inváziós flotta problémáit, támadó felszereléseket terveztek és próbáltak ki.
Az angliai csata sikeres befejezése után a német légierő London elleni nappali támadásai megszűntek, és a gyorsan felépített brit nappali vadászgép-kapacitás komolyabb feladat nélkül maradt, csak kisebb támadásokkal próbálkoztak Franciaország és az ott állomásozó német légierő ellen.
A britek az elektronikus hírszerzés és a rejtjelfejtés eredményei révén tudták, hogy a németek egy kikötő elfoglalását az invázió kezdetének tekintenének, és ebben az esetben a parthoz, a brit légierő hatótávolságán belülre összpontosítanák légierejüket. Ettől azt várták, hogy kibontakozik a RAF fölénye, látványosan meg tudnák törni az ellenség európai légierejét, könnyítve a szovjetek helyzetét is.
1942 során a németek két nagy partvédelmi üteget telepítettek Dieppe tengerpartján Berneval-le-Grand és Varengeville-sur-Mer mellett. A szövetséges támadás tervezői úgy értékelték, hogy ezek a brit légierő hatókörén belül lesznek és lehetséges a semlegesítésük.
A keleti fronton a németek a Barbarossa hadművelet kudarca után 1942 júniusában megindították támadásukat Sztálingrád felé. A Szovjetunió és személyesen Sztálin nagy nyomást gyakorolt a nyugati szövetségesekre annak érdekében, hogy nyissák meg a második frontot Németország ellen és így vonjanak el legalább 40 német hadosztályt a keleti frontról.
Churchill emlékirataiban leírja, hogy a katonai vezetők egyöntetű véleménye szerint a második front megnyitása addig szóba sem jöhetett, amíg nem hajtottak végre legalább egy nagyobb szabású próbatámadást az Atlanti fal ellen.

## Tervezés
A rajtaütés hadműveleti tervezését Louis Mountbatten altengernagy vezette a szövetséges főparancsnokság (Combined Opertations Headquarters) részéről. A munkában egy ideig részt vett Bernard Montgomery is, ám ő aztán inkább javasolta a hadművelet törlését.
Az 1942 májusában jóváhagyott terv szerint hadosztály szintű támadásra került volna sor a La Manche francia partján egy kikötőváros ellen. A kikötőt két dagály idejéig tartani kellett volna, majd a berendezések lerombolása után rendezett visszavonulás következett volna. Eredetileg ejtőernyős támadást is terveztek a partvédő ütegek ellen, de később ezt törölték, helyette a tengeren át érkező kommandósok feladata lett volna ez.
A kanadai kormány már egy ideje szorgalmazta, hogy a kanadai haderők is kapjanak lehetőséget harci tapasztalatok szerzésére, ezért a támadás fő szárazföldi erőit ők adták.
A későbbi értékelések szerint a terv alapvető hiányossága a part megfelelő bombázásának elmaradása volt. A kudarc okainak kutatása során felmerült, hogy a brit és kanadai haderő a helyi francia civil lakosság érdekében korlátozta a város bombázását.  Mások úgy vélték, hogy a túlzott bombázás olyan károkat okozna, melyek megnehezítenék a partra szálló harckocsik előretörését a tengerpartról. A kanadai műveleti tervezők abban bíztak, hogy a partraszállás gyorsasága, a meglepetés ereje, és a partra szállított harckocsik által okozott sokk elég lesz az akció sikeréhez.
A partraszállást egyszerre hat partszakaszon tervezték: közülük négy magának a városnak a tengerpartján volt, illetve egy-egy a két szélén. Ezeket a partszakaszokat keletről nyugatra Sárga, Kék, Vörös, Fehér, Zöld és Narancs partszakaszoknak nevezték el. A támadás fő irányát a Vörös és a Fehér szakaszok képviselték. A partraszállító hajók összesen 58 Churchill tankot is szállítottak, amiket úgy módosítottak, hogy a part menti sekély vízben is használhatók legyenek.
A tervezés alapjául szolgáló hírszerzési adatok meglehetősen hiányosak voltak. A légifényképezés nem tudta felderíteni a part szikláiba telepített német géppuskafészkeket, a part jellegét csupán régebbi turistafotók alapján vizsgálva alkalmasnak találták a gyalogság és a harckocsik partraszállítására egyaránt, egészében véve erősen alábecsülték a partszakaszon beásott német erőket.

### Haditengerészeti és légi támogatás
A Royal Navy 237 hadihajót és partraszállító járművet biztosított a támadáshoz. A partraszállást megelőző tüzérségi támogatás azonban elégtelen maradt, mivel csak hat darab, 102 milliméteres ágyúkkal rendelkező Hunt osztályú rombolóra korlátozódott. Dudley Pound, a brit haditengerészet vezetője (First Sea Lord) nem volt hajlandó kockáztatni nagy hadihajóit olyan helyeken, ahol nem volt biztos a RAF abszolút légifölénye. Néhány hónappal korábban ugyanis a japán bombázók elsüllyesztették a Távol-Keleten a Royal Navy két büszkeségét, a HMS Prince of Wales (1939) csatahajót és a HMS Repulse (1916) csatacirkálót.
A Királyi Légierő összesen 74 repülőszázadot biztosított, egyenként 12-24 repülőgéppel, közülük 66 vadászgépekből állt.

## A német erők
A német erők Dieppe környékén magas készültségi fokon álltak, mivel francia kettős ügynököktől tudták, hogy az angolok érdeklődést mutatnak a térség iránt. Ugyancsak észlelték a megnövekedett rádióforgalmat és a partraszállító hajók összepontosítását a szemközti angol partokon. A várost és a környező parti sziklákat 1500 fős helyőrség védte, minden lehetséges partraszálló helyet megerősítettek. Külön egység védte a közeli korszerű, nagy teljesítményű rádiólokátor állomást, valamint a Varengeville-sur-Mer és Berneval-le-Grand települések mellett elhelyezett nehéztüzérségi ütegeket.
A Luftwaffe a térségben állomásoztatta Jagdgeschwader 2 (JG2) és a Jagdgeschwader 26 (JG26) repülőosztályokat (3-3 század) 200, többnyire Fw 190 vadászgéppel, és a Kampfgeschwader 2 (KG2), Kampfgeschwader 45 (KG45), and Kampfgeschwader 77 (KG77), bombázó repülősztályokat összesen 100, többnyire Do 217 géppel.

## A támadás
A támadó flotta 1942. augusztus 18-ról 19-re virradó éjjel hagyta el Newhaven kikötőjét. A partraszállító hajókat nyolc romboló (köztük egy lengyel, az ORP Ślązak) és számos ágyúnaszád kísérte. Előttük aknaszedő hajók haladtak. A támadásokat a két szárnyon a kommandósok kezdték meg a két nagy partvédő üteg ellen hajnali 04:50-kor.

### Sárga partszakasz
Az itt partra szálló 3. kommandó feladata lett volna a „Goebbels” nevű, 3 darab 170 milliméteres és 4 darab 105 milliméteres löveggel rendelkező parti üteg kiiktatása Berneval közelében, még a fő partraszálló egységek támadása előtt. A kommandó partraszállító hajóit már a tengeren megtámadták német gyorsnaszádok (S-Boot). A kommandó egyik része partraszállás után olyan erős ellenállásba ütközött, hogy azonnal fogságba került, a másik csoport elérte az ágyúkat, de a heves védelem ellenében jelentős kárt nem tudott tenni azokban, csak sikeresen zavarta tüzelésüket, mielőtt visszavonulásra kényszerültek.

### Narancs partszakasz
Az itt támadó 4. kommandó (köztük 50 amerikai ranger) a skót nemes, Simon Fraser alezredes, Lovat 15. lordja vezetésével azt a feladatot kapta, hogy Dieppe városától nyugatra két helyen szálljon partra és semlegesítse a „Hess” nevű parti üteget Sainte-Marguerite-sur-Mer és Varengeville-sur-Mer falvak közelében. A rohamcsapat a parti sziklákra felkapaszkodva sikeresen kiiktatta a hat 150 mm-es ágyúból álló üteget, majd a terveknek megfelelően 07:30-kor csaknem teljes legénységével visszavonult. Ez volt az egész hadművelet egyetlen sikeres részlete. A későbbiekben ez a művelet szolgált mintául a további partraszállások során. A kommandó parancsnoka és számos tagja magas elismerésekben részesült, közülük Patrick Porteous százados megkapta a legmagasabb brit katonai kitüntetést, a Viktória keresztet.

### Kék partszakasz

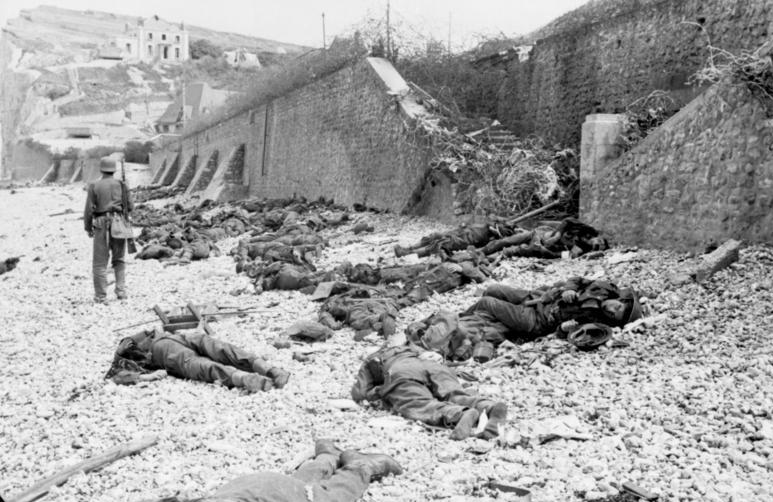
Kanadai halottak a Kék szakaszon

Az itt támadó 3. számú kommandó már a tengeren harcba keveredett egy kis német konvojjal. A partszakasz védői a csatazaj nyomán teljes készültségben várták a partraszállókat, akiknek a parti géppuskafészkek és tüzérségi állások semlegesítése lett volna a feladata. Az 556 támadó katona közül 200 elesett, 264 pedig fogságba került.

### Zöld partszakasz
A 4. számú rohamcsapatnak 04:52-kor sikerült észrevétlen partra szállnia, viszont kijelölt célpontjuktól elsodródtak és a Scie folyótól nyugatra kerültek, ezért a szárazföldön, Pourville-sur-Mer falu (ma Hautot-sur-Mer része) hídján át kellett megközelíteni eredeti céljukat. Eközben azonban már észrevették őket a német erők és megállították előrenyomulásukat.  Bár ez a kommandó jutott be a legmélyebben a szárazföldre, eredeti céljukat nem tudták elérni és a gyorsan érkező német erősítések miatt hamarosan vissza kellett vonulniuk. A két zászlóaljnyi erőből csak 341 fő tudott visszavonulni. Az egység parancsnoka, Charles Cecil Ingersoll Merritt alezredes a folyó hídjánál tanúsított hősiességéért megkapta a Viktória keresztet.

### A Pourville melletti lokátorállomás
A dieppe-i rajtaütés egyik fontos célja volt a németek által a Pourville melletti sziklán telepített lokátorállamosának felderítése. Ennek érdekében a Zöld partszakaszon támadó rohamcsapat tagja lett Jack Nissenthall radarszakértő is, akit 11 katona kísért útjára. Mivel a maga részéről sok érzékeny információval rendelkezett a szövetségesek radarjairól, ezért a katonáknak parancsuk volt arra, hogy fogságba esés veszélye esetén likvidálják őt. Emellett ciánkapszulát is vitt magával.
Az erős védelem miatt a kis csapat nem tudott bejutni a radarállomásra, de Nissenthall el tudta vágni az oda vezető telefonkábeleket. Az állomás legénysége így arra kényszerült, hogy nyílt rádióüzeneteket küldjön. Ezeket az angol lehallgató állomások venni tudták, és így értékes információkhoz jutottak. Nissenthal kis csapatából végül csak ő és még egy katona jutott vissza Angliába.

### A Vörös és a Fehér partszakaszok
A támadók fő erői, főleg kanadai gyalogosok, ezen a két szakaszon szálltak partra 03:30, és 03:40-kor. Ezt megelőzően négy romboló bombázta ágyúival a német állásokat, majd 05:15-kor öt RAF Hurricane repülőszázad támadta a partot és bocsátott ki füstfüggönyt a támadó csapatok védelmezésére. A partraszállókat heves géppuska- és aknatűz fogadta, a Churchill tankok partra érése viszont késett, így a tervezett páncélos támogatás elmaradt. A végül partra érő tankok sem sokat segítettek, mert nagy részük elakadt. A páncélosok legénysége teljes egészében elesett vagy fogságba került.
A rombolók által telepített füstfüggöny miatt a művelet vezetői nem látták, mi történik a parton, és 07:00-kor 26 partraszállító hajóval bevetették a tartalékot is. A német erők őket is gyilkos tűzzel fogadták; csak néhányuk jutott el eredeti céljukig, a városig.
A támadás teljes kudarca fokozatosan nyilvánvalóvá vált. Elsőként a királyi tengerészgyalogosok egységének vezetője adta ki a parancsot a visszavonulásra, de néhány perc múlva maga is elesett. A fő erők visszavonása 09:40-kor kezdődött meg, folytatódó heves tűz alatt, és 14:00-kor fejeződött be.

### A légi csata
Az egész hadművelet egyik fontos célja volt a német légierő jelentős részének bevonása a harcba annak érdekében, hogy a már erősebbnek tartott, és különösen kiterjedtebb ipari háttérre támaszkodó szövetséges légierő az anyagháború jegyében komoly csapást mérhessen a Luftwafféra. Elsősorban azonban természetesen a partraszállást kellett volna támogatni a levegőből.
A német vadászgépek a partraszállás megindulása után csak lassan kapcsolódtak be a küzdelembe. A szövetséges vadászgépek mérsékelt sikereket értek el saját csapataik védelmében, mert a hadszíntér a hatósugaruk szélén feküdt. A Spitfire gépek mindössze öt percet tudtak eltölteni egy-egy alkalommal a csata helyszíne felett. A dieppe-i rajtaütés volt különben a tűzkeresztsége a új Spitfire Mark IX verziónak, az első olyan brit repülőnek, ami felért a német Fw 190 gépekkel. A csata során a brit parancsnokság összesen 2500 bevetést hajtott végre Dieppe felett, és a későbbi értékelés szerint szoros győzelmet ért el. Az intenzív légiharc megakadályozta a Luftwaffét abban, hogy nagyobb támadásokat hajthasson végre a partraszálló erők ellen. Azt a céljukat azonban, hogy hatalmas, győzelmes légicsatát vívjanak meg az ellenség erőivel szemben, nem sikerült teljesíteniük. A Royal Air Force 91 gépet és 64 pilótát (csak 17 esett fogságba, a többi meghalt), a Royal Canadian Air Force 14 gépet és kilenc pilótát vesztett. A britek továbbá hat bombázót is vesztettek. A Luftwaffe vesztesége 48 gép volt, további 24 erősen megsérült, 13 pilóta elesett, hét megsebesült. A RAF hírszerzése ugyanakkor azt állította, hogy a németek 96 gépet vesztettek, de ezek az adatok nem voltak valósak. A Luftwaffe napokon belül visszanyerte erejét Franciaországban. Ennek ellenére, bár a szövetségesek a továbbiakban is általában két repülőt vesztettek egy német ellenében, az amerikai, brit és kanadai repülőgépgyártás, a jobb pilótaképzési programokkal párosulva lehetővé tette, hogy fokozatosan megnyerjék az anyagháborút a Luftwafféval szemben Franciaország felett.

## Veszteségek

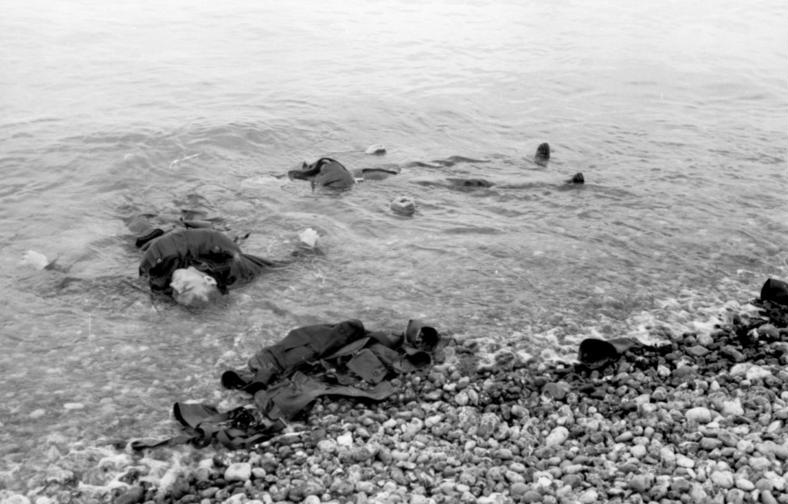
Kanadai halottak

A csaknem 5000 fős kanadai kontingensből 3367 fő esett el vagy került fogságba, ami rendkívül magas, 68%-os veszteségi arányt jelent. Az 1000 brit kommandós vesztesége 247 fő volt. A Royal Navy 550 halottat és sebesültet, egy rombolót és 33 partraszálló hajót veszített. A RAF vesztesége 106 gép volt a németek 48 gépével szemben. Az 50 amerikai ranger közül 6 elesett, 7 megsebesült és négy fogságba került. A Wehrmacht 591 katonát veszített.
A kanadaiak hősiesen harcoltak, tapasztalatlanságuk ellenére nem ők követtek el végzetes hibákat, hanem a művelet tervezésében rejlett a kudarc oka.
Az értékelések később a kudarcot elkerülhetetlennek és a műveletet végső soron hasznosnak jellemezték. A hadműveleti tervezés vezetője, Mountbatten altengernagy szerint minden dieppe-i áldozat halála tíz embert mentett meg a normandiai partraszállás során. Churchill hasonlóképpen nyilatkozott, és különös elismeréssel szólt a kanadai harcosokról."

## Német propaganda
Dieppe a német propaganda számára is nagy győzelem volt. Az egész akciót a szövetségesek teljes inkompetenciájaként jellemezték. A Wehrmacht sikere nagyon jól jött a hazai közvélemény befolyásolása szempontjából, hiszen kissé elterelte a figyelmet a keleti hadszíntéren elszenvedett veszteségekről és a szövetségesek fokozódó németországi bombázásairól. A szövetségesek híradásai késtek az akcióról, ez felerősítette a német propaganda hatását. Pétain marsall nyílt levélben gratulált Adolf Hitlernek a „brit agresszió” felett aratott győzelem alkalmából.
Pierre Laval, a kollaboráns Vichy-kormány feje levélben fejezte ki elismerését Dieppe polgármesterének a lakosságnak a csata idején tanúsított „nyugodt és felelősségteljes magatartása” miatt. A franciaországi német megszálló csapatok parancsnoka, Carl-Heinrich von Stülpnagel tábornok 10 millió frankot adományozott a városnak a támadás okozta károk helyreállítására. René Levasseur polgármester az alkalmat felhasználva kérte a Dieppe-ből származó francia hadifoglyok hazaengedését Németországból. Hitler némi gondolkodás után engedélyezte az ottani és környékbeli hadifoglyok felszabadítását, ami tovább fokozta a kedvező propaganda-hatást a lakosság körében. Összesen 1581 hadifogoly tért haza.

## A tanulságok levonása
A szövetségesek elemzése által meghatározott fő tanulságok a következők voltak:
1. nagyobb tüzérségi előkészítés és légi bombázás szükséges;[7]
2. biztosítani kell a meglepetést;
3. az ellenséges erődítmények alaposabb felderítése szükséges;
4. el kell kerülni a védett kikötők frontális támadását;
5. megfelelő partraszálló járművek kellenek.[28]

A tanulságok alapján a britek többek között a specializált partraszálló járművek egész sorát fejlesztették ki. A RAF keretén belül létrehoztak egy külön szervezetet a földi erők támogatására.
A korábbi elképzelésekkel szemben lemondtak arról, hogy a második front megnyitása érdekében szükség van egy nagyobb kikötő elfoglalására már a partraszálláskor. Az új elmélet szerint egy ilyen kikötőt úgyis használhatatlanná tenne a szükséges előkészítő bombázás. Úgy döntöttek, hogy előre gyártott kikötői elemeket visznek majd magukkal és ezekből építenek ideiglenes kikötőt az invázió során.

## Fordítás
- Ez a szócikk részben vagy egészben  a   Dieppe Raid című angol Wikipédia-szócikk ezen változatának fordításán alapul.  Az eredeti cikk szerkesztőit annak laptörténete sorolja fel. Ez a jelzés csupán a megfogalmazás eredetét és a szerzői jogokat jelzi, nem szolgál a cikkben szereplő információk forrásmegjelöléseként.